# Giro d'Itàlia de 1913
El Giro d'Itàlia de 1913 fou la cinquena edició del Giro d'Itàlia, una cursa ciclista organitzada i patrocinada pel diari La Gazzetta dello Sport. La cursa començà a Milà el 6 de maig, amb una etapa de 341 quilòmetres fins a Gènova, i finalitzà el 22 de maig novament a Milà, després d'haver-se recorregut de 2.932 quilòmetres distribuïts en 9 etapes. La cursa va ser guanyada pel ciclista italià Carlo Oriani, de l'equip Maino. Els també italians Eberardo Pavesi i Giuseppe Azzini finalitzaren en segona i tercera posició respectivament.
Aquesta va ser la darrera edició en què la classificació final es va determinar per punts en lloc de per temps i la primera vegada en què el vencedor final no aconseguia cap victòria d'etapa. Es va produir un relleu generacional, amb el debut d'un jove Costante Girardengo, sisè en la general i vencedor de la sisena etapa, i la darrera edició finalitzada per Luigi Ganna, vencedor del primer Giro.

## Canvis respecte al Giro d'Itàlia de 1912
Fora dels canvis habituals en el recorregut, llargada i nombre d'etapes, el principal canvi fou la manera com havia de calcular-se la classificació general. L'organització va decidir tornar a determinar el vencedor de manera individual i no per equips, com s'havia fet el 1912, a partir de l'adjudicació de punts segons la classificació del ciclista en cada etapa.

## Participants
Dels 99 ciclistes que van prendre la sortida del Giro el 6 de maig sols 35 d'ells el finalitzaren, a Milà, el 22 de maig. Als ciclistes se'ls va permetre córrer de manera individual o formant part d'un equip. Foren vuit els equips que van prendre part en aquesta edició: Ganna-Dunlop, Gerbi-Dunlop, Globo-Dunlop, Legnano-Dunlop, Maino-Pirelli, Otav-Pirelli, Peugeot Italy-Tedeschi i Stucchi-Dunlop.
Tots els ciclistes que van prendre la sortida eren italians. Entre els participants hi havia tres antics vencedors del Giro d'Itàlia: Luigi Ganna, vencedor del primer Giro; Carlo Galetti, vencedor de les tres darreres edicions i Eberardo Pavesi, vencedor el 1912 formant part de l'equip Atala. Altres ciclistes destacats que prenen part en la cursa són Giovanni Rossignoli, Alfredo Sivocci, Carlo Oriani i Giuseppe Azzini.

## Desenvolupament de la cursa
La cursa va començar el 6 de maig amb una etapa entre Milà i Gènova de gairebé 350 quilòmetres en què la pluja va fer acte de presència i que fou guanyada per Giuseppe Santhià. En la segona etapa, guanyada en solitari per Eberardo Pavesi, el liderat passà a mans Pierino Albini, mentre en la tercera Santhià el recuperà gràcies a una segona victòria d'etapa. En la cinquena etapa un error en el recorregut obligà a neutralitzar part del recorregut, cosa que va fer que s'arribés fosc-i-negre a la meta. Santhià va perdre el liderat, en entrar molt endarrerit per culpa d'una punxada, en favor de Eberardo Pavesi. En la sisena etapa es va produir la primera victòria al Giro de Costante Girardengo, mentre Santhià es veia obligat a abandonar per culpa d'una bronquitis. En al setena etapa disputada sota una intensa pluja, amb final a Ascoli Piceno, Clemente Canepari fou el clar vencedor després de rodar escapat durant 236 quilòmetres, mentre el liderat passava a mans de Giuseppe Azzini, amb un punt d'avantatge sobre Carlo Oriani. La vuitena etapa, la més llarga de l'edició amb més de 400 quilòmetres, va ser guanyada per Lauro Bordin, mentre Oriani passava a encapçalar la cursa amb dos punts sobre Azzini. En la darrera etapa Oriani va controlar la cursa en tot moment i acabant en la segona posició s'assegurà la victòria final, tot i no guanyar cap de les etapes.

## Resultats

### Resultat de les etapes
| Etapa | Data       | Recorregut                 | Km  | Tipus d'etapa       | Vencedor d'etapa          | Líder de la general    |
| ----- | ---------- | -------------------------- | --- | ------------------- | ------------------------- | ---------------------- |
| 1a    | 6 de maig  | Milà - Gènova              | 341 | Etapa amb muntanyes | Giuseppe Santhià (ITA)    | Giuseppe Santhià (ITA) |
| 2a    | 8 de maig  | Gènova - Siena             | 332 | Etapa amb muntanyes | Eberardo Pavesi (ITA)     | Pierino Albini (ITA)   |
| 3a    | 10 de maig | Siena - Roma               | 317 | Etapa amb muntanyes | Giuseppe Santhià (ITA)    | Giuseppe Santhià (ITA) |
| 4a    | 12 de maig | Roma - Salern              | 341 | Etapa amb muntanyes | Giuseppe Azzini (ITA)     | Giuseppe Santhià (ITA) |
| 5a    | 14 de maig | Salern - Bari              | 295 | Etapa amb muntanyes | Giuseppe Azzini (ITA)     | Eberardo Pavesi (ITA)  |
| 6a    | 16 de maig | Bari - Campobasso          | 256 | Etapa amb muntanyes | Costante Girardengo (ITA) | Eberardo Pavesi (ITA)  |
| 7a    | 18 de maig | Campobasso - Ascoli Piceno | 313 | Etapa amb muntanyes | Clemente Canepari (ITA)   | Giuseppe Azzini (ITA)  |
| 8a    | 20 de maig | Ascoli Piceno - Rovigo     | 413 | Etapa plana         | Lauro Bordin (ITA)        | Carlo Oriani (ITA)     |
| 9a    | 22 de maig | Rovigo - Milà              | 321 | Etapa amb muntanyes | Eberardo Pavesi (ITA)     | Carlo Oriani (ITA)     |

### Classificació general

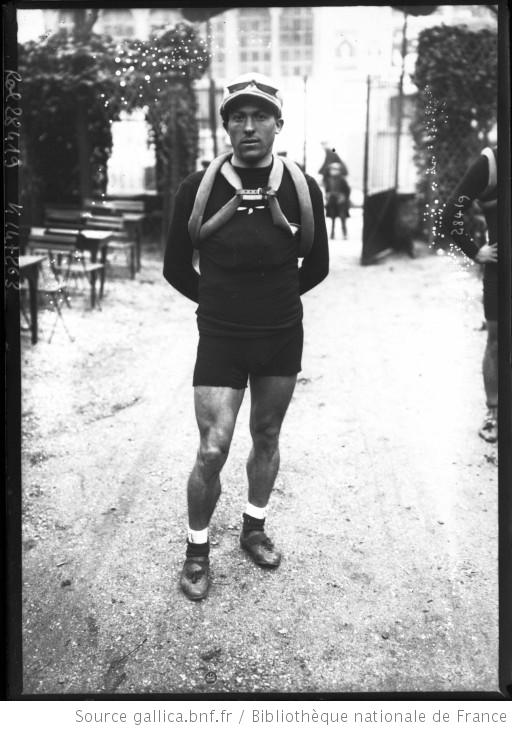
Carlo Oriani guanyà la classificació general després d'aconseguir el liderat a la fi de la vuitena etapa.

Trenta-cinc ciclistes finalitzaren les nou etapes. A aquests ciclistes els punts rebuts en cada etapa segons la posició obtinguda se sumen per determinar la classificació general, sent el vencedor el ciclista que acumulà menys punts.
| Classificació General | Classificació General     | Classificació General | Classificació General |
| Pos.                  | Ciclista                  | Equip                 | Punts                 |
| --------------------- | ------------------------- | --------------------- | --------------------- |
| 1                     | Carlo Oriani (ITA)        | Maino                 | 37                    |
| 2                     | Eberardo Pavesi (ITA)     | Legnano               | 43                    |
| 3                     | Giuseppe Azzini (ITA)     | Otav                  | 48                    |
| 4                     | Pierino Albini (ITA)      | Legnano               | 61                    |
| 5                     | Luigi Ganna (ITA)         | Ganna                 | 64                    |
| 6                     | Costante Girardengo (ITA) | Maino                 | 74                    |
| 6                     | Leopoldo Torricelli (ITA) | Maino                 | 74                    |
| 8                     | Giuseppe Contesini (ITA)  | Globo-Dunlop          | 81                    |
| 9                     | Giovanni Cervi (ITA)      | Gerbi-Dunlop          | 82                    |
| 10                    | Giovanni Rossignoli (ITA) | Globo-Dunlop          | 89                    |

### Classificació per equips
Per poder participar en la classificació per equips, conegut en italià com el Premio dell'Industria, l'equip havia de finalitzar la cursa amb tres ciclistes. Per atorgar la puntuació final se sumaven els punts dels tres millors ciclistes i l'equip amb menys punts era el vencedor final.
| Pos. | Equip   | Punts |
| ---- | ------- | ----- |
| 1    | Maino   | 185   |
| 2    | Legnano | 201   |
| 3    | Globo   | 302   |
| 4    | Otav    | 305   |